# Meher Baba
Meher Baba (devanāgarī: मेहेर बाबा), rojen kot Merwan Sheriar Irani, indijski mistik in duhovni mojster, * 25. februar 1894, † 31. januar 1969.
Leta 1954 je javno razglasil, da je Avatar dobe.
Kot otrok je živel običajno življenje in ni kazal znakov, da bi ga duhovnost zanimala. Ko je bil star 19 let, je srečal muslimansko svetnico Hazrat Babajan.
Kratkotrajen stik z njo je sprožil v njem proces duhovne preobrazbe, ki je trajal sedem let. V mesecih, ki so sledili, je navezal stike s še štirimi duhovnimi osebnostmi. Vključno z Babajan jih je imenoval “pet popolnih mojstrov". Preden je začel javno delovati, je z enim od teh mojstrov, Upasni Maharajem, preživel sedem let v duhovnem urjenju. Ime Meher Baba, ki pomeni “Milostni Oče”, so mu podelili njegovi prvi privrženci.
Od 10. julija leta 1925 do konca svojega življenja je Meher Baba vztrajal v molku in se je sporazumeval zgolj z abecedno tablico ali z njemu edinstveno gestikuliracijo rok. S svojimi mandaliji (“krogom” učencev) je preživel dolga obdobja v osami, pri čemer se je pogosto postil. Ta obdobja so se izmenjavala z obdobji obsežnih potovanj, javnih shodov in dobrodelnih dejanj, ki so vključevala delo z gobavci, reveži ter mentalno bolnimi.
L. 1931 je prvič obiskal Zahod in tu zbral mnoge privržence. V štiridesetih letih20. stoletja je največ delal s skrivnostno vrsto oseb, za katere je povedal, da so napredne duše in je zanje uporabljal izraz masti. L.1949 je s skupino izbranih mandalijev začel inkognito potovati po Indiji, kar je imenoval “Novo življenje”. 10. februarja leta 1954 je Meher Baba razglasil, da je Avatar (inkarnacija Boga).
Po tem, ko je bil poškodovan v dveh avtomobilskih nesrečah, prvi v ZDA leta 1952 in drugi v Indiji leta 1956, je imel hude težave pri hoji. L. 1962 je svoje zahodne privržence povabil v Indijo na množični daršan, poimenovan Shod Vzhoda-Zahoda. Zaskrbljen zaradi vse večje uporabe LSD in drugih psihadeličnih drog, je Meher Baba leta 1966 povedal svoje mnenje o njihovi uporabi in zatrdil, da ne prinašajo resnične koristi. Kljub slabemu zdravju je nadaljeval svoje “univerzalno delo”, ki je vsebovalo post, osamo in meditacijo, vse do svoje smrti, 31. januarja leta 1969. Njegov samadhi (grobnica-svetišče) v Meherabadu, Indija, je postal mednarodno romarsko središče.

## Mladost
Meher Baba je bil po rodu Iranec, rojen v Puni (Puna), Indija, v zaratustrski oz. zoroastrijski (Zaratustra) družini. Njegovo rojstno ime je bilo Merwan Sheriar Irani. Bil je drugi sin Sheriarja Mundegarja Iranija, perzijskega zaratustrijca, ki je bil – preden se je ustalil v Puni – potujoči sufi derviš, in Sheriarjeve mlade žene Shireen.
Njegovi sošolci so mu dali vzdevek “Elektrika”. Kot deček je ustanovil klub Cosmopolitan, ki je skrbel za seznanjenost s svetovnim dogajanjem in se je ukvarjal z darovanjem denarja, ki so ga dečki pogosto zbrali pri stavah na konjskih dirkah, v dobrodelne namene. Lepo je pel, igral na več inštrumentov in pisal pesmi. Tekoče je govoril več jezikov, še posebno pa je cenil Hafisovo (Hafez) perzijsko poezijo, pa tudi Shakespeareja in Shelleya.
V mladosti ni imel mističnih nagnjen ali izkušenj in ga “še ni vznemirjala njegova usoda …” Zanimal ga je šport, še posebno kriket, in bil je so-kapetan kriket moštva v svoji gimnaziji. Baba je kasneje pojasnil, da se Avatar nikoli ne zaveda svojega poslanstva, dokler ne nastopi zanj čas, da začne svoje delo. Ko je bil star 19 let in je obiskoval drugi letnik Deccan Collegea v Puni, je
srečal staro muslimanko, duhovno mojstrico Hazrat Babajan. Ta ga je poljubila na čelo in s tem odstranila tančico nevednosti. Začel je izkušati vizije in tako močne mistične občutke, da je prenehal z običajnimi dejavnostmi. Kasneje je povedal, je moral z glavo udarjati v kamen, da je lahko obdržal stik s fizičnim svetom. Stik je navezal tudi z drugimi duhovnimi osebnostmi, za katere je (vključno z Babajan) kasneje trdil, da so bili pet “popolnih mojstrov” tiste dobe: Hazrat Tajuddin Baba iz Nagpurja, Narayan Maharaj iz Kedgaona, Sai Baba iz Shirdija in Upasni Maharaj iz Sakorija.
Kasneje je povedal, mu je Upasni Maharaj pomagal povezati mistične izkušnje z običajnim zavedanjem in mu tako omogočil delovanje v svetu, ne da bi bilo okrnjeno doživljanje njegove Božje narave. Po sedmih letih življenja z Upasni Maharajem, ko je dopolnil sedemindvajset let, je Merwan leta 1921 začel privlačiti svoje lastne privržence. Njegovi zgodnji privrženci so mu dali ime “Meher Baba”, kar pomeni Usmiljeni Oče.
V leta 1922 so Meher Baba in njegovi privrženci ustanovili "Manzil-e-Meem" (Mojstrova hiša) v Bombayu. Baba je tu začel zahtevati od svojih učencev strogo disciplino in poslušnost. Leto kasneje so se Baba in njegovi mandaliji (“krog” učencev) preselili na nekaj kilometrov ven iz Ahmednagarja, na področje, ki ga je imenoval"Meherabad" (razcveteli Meher). Ta ašram je postal središče njegovega dela. L. 1924 je Meher Baba v Meherabadu ustanovil rezidenčno šolo, ki jo je imenoval “Prem ašram” (“prem” v več jezikih pomeni “ljubezen”). Šola je bila brezplačna in odprta za učence vseh kast in ver in obiskovali so jo pripadniki različnih veroizpovedi iz Indije in Irana.

### Molk
Od 10. julija 1925 do svoje smrti leta 1969, Meher Baba ni govoril. Sprva je za komuniciranje uporabljal abecedno tablico, pozneje pa edinstveno gestikulacijo rok, ki jo je interpretiral in ubesedil eden izmed njegovih mandalijev, običajno njegov učenec Eruch Jessawala. Meher Baba je povedal, da se k molku ni obvezal zaradi duhovne vaje, temveč izključno zaradi svojega univerzalnega dela.
Človekova nesposobnost, da bi živel po Božji besedi, napravi iz Avatarjevega poučevanja farso. Namesto da bi vadil sočutje, je človek v Božjem imenu vodil vojne. Namesto da bi živel v ponižnosti, čistosti in resnicoljubnosti, je človek dal prosto pot sovraštvu, pohlepu in nasilju. Ker je bil človek gluh za načela in nauke, ki jih je postavil Bog v preteklosti, se v tej sedanji Avatarjevi obliki držim molčečnosti.
Meher Baba je pogosto govoril o trenutku, “ko bo 'prekinil' svoj molk tako, da bo spregovoril 'Besedo' v vsakem srcu in na tak način dal duhovni poriv vsemu, kar živi.”
- Ko bom prekinil Svoj Molk, bo vpliv Moje Ljubezni univerzalen in vse živo v stvarstvu jo bo prepoznalo, jo čutilo in jo sprejemalo. Vsakemu posamezniku bo pomagala osvoboditi se njegovega jetništva na njemu lasten način. Jaz sem Božanski Ljubljeni, ki te ljubi bolj, kot lahko kdajkoli ljubiš samega sebe. Prekinitev Mojega Molka ti bo pomagala, da si boš pomagal v spoznanju svojega resničnega Jaza.[37]

Meher Baba je dejal, da bo prekinitev njegovega molka odločilen dogodek v duhovni evoluciji sveta.
- Ko bom spregovoril Besedo, bom položil temelje za tisto, kar se bo dogajalo v naslednjih sedemsto letih.[38]

Ob mnogih priložnostih je Meher Baba obljubil, da bo svoj molk prekinil z glasno besedo preden bo umrl. Večkrat je napovedal čas in kraj, kjer naj bi se to zgodilo. Ker te obljube ni izpolnil, so bili nekateri njegovi privrženci razočarani, drugi pa so na to gledali kot na preizkus svojega zaupanja. Ker ni spregovoril do svoje smrti, nekateri privrženci mislijo, da bo “Beseda” še “spregovorjena”, ali pa da je prekinil svoj molk, vendar ne na telesni, temveč na duhovni način.
Več kot trideset let kasneje se je eden od bližnjih učencev spomnil, da je Meher Baba z njim spregovoril nekaj ur pred svojo smrtjo, čeprav se to ne ujema z njegovim prvotnim poročanjem.
Vsako leto 10. julija mnogi Babini privrženci praznujejo v njegovo čast dan tišine.

## 1930-a

### Prvi stiki z Zahodom
V 1930-ih je Meher Baba začel obdobje obsežnih svetovnih potovanj, z več krajšimi obiski v Evropi in ZDA. V tem obdobju je osnoval stik s prvo skupino zahodnih učencev. Potoval je s perzijskim potnim listom, saj je prenehal tako pisati kot govoriti in tako ne bi mogel podpisati formularjev, ki jih je zahtevala britanska vlada v Indiji.
Na prvem obisku Evrope leta 1931 je potoval na ladji Rajputana, na kateri je tudi Mahatma Gandhi potoval na drugo konferenco za okroglo mizo v Londonu. Meher Baba in Gandhi sta se na krovu srečala trikrat, vključno s srečanjem, ki je trajalo tri ure. Britanski tisk je poudaril ta srečanja, a Gandhijev pomočnik je dejal: “Poudarite lahko, da Gandhi ni nikoli prosil Meher Babo za pomoč, oz. za duhoven ali drugačen nasvet.”
Na potovanju je imel intervju za Associated Press, ki ga je citiral z opisom njegovega potovanja kot “nov križarski pohod … da bi porušil vse religijske ovire in uničil ameriški materializem ter spojil vse vere v skupni element ljubezni”. Po mnenju članka, ki je sledil, je bila njegova namera spreobrniti tisoče Američanov od pregrehe. Članek, ki je Babo opisal kot “mesijo”, je trdil, da je Baba naštel čudeže, ki jih je izvršil in rekel, da lahko oseba, ki postane eno z resnico, doseže vse, toda izvajati čudeže zgolj zaradi prikazovanja duhovne moči je šibkost. Vendar drug opis intervjuja navaja, da je Baba, ko so ga vprašali o čudežih, ki so mu jih bili pripisovali, odgovoril: “Edini čudež, ki ga popolni človek izvaja je, da tudi druge naredi popolne. Želim, da Američani uresničijo neskončno stanje, ki ga sam uživam.”
Babo sta Malcolm and Jean Schloss povabila v zatočišče "Meherashram" v Harmonu, New York. Članek v Time o obisku navaja, da Schloss govori o njem v “verzalkah”, kot On, Njega, Njegov, On sam; in da Babo njegovi privrženci opisujejo različno, kot “človek Bog”, “mesija” ali “popolni mojster”.
20. maja leta 1932 je Baba prispel v New York in oskrbel tisk s tisoč besed dolgo izjavo, ki jo je njegov častilec Quentin Tod opisal kot njegovo Sporočilo Ameriki. V izjavi je Baba razodel, da “je eno z neskočnim izvorom vsega”, ter objavil namero, da prekine svoj molk: “Ko bom spregovoril, bo moje izvirno sporočilo poslano v svet in bo moralo biti sprejeto.” Na vprašanje o indijsko-britanski politični situaciji ni imel komentarja, a njegovi privrženci so pojasnili, da je Gandhiju svetoval, naj politiko zapusti.
Na Zahodu se je Meher Baba srečal z vrsto slavnih osebnosti in umetnikov, vključno s hollywoodskimi znameniteži: Garyjem Cooperjem, Charlesom Laughtonom, Tallulah Bankhead, Borisom Karloffom, Tomom Mixom, Maurice Chevalier, Ernstom Lubitschem in drugimi. 1. junija leta 1932 sta Mary Pickford in Douglas Fairbanks Jr. priredila Babi sprejem v Pickfairu, kjer je predal sporočilu Hollywoodu. Kot posledica tega so Meher Babo prikazali kot “enega od navdahnjenih iz 30-ih let.”
Potem, ko je l.1934 naznanil, da bo prekinil svoj samozadani molk v Hollywood Bowlu, je Baba nenadoma spremenil svoje načrte in se vkrcal na Empress of Canada ter brez pojasnila odplul v Hong Kong. Associated Press je objavil, da se “je Baba odločil prestaviti prekinitev besednega posta do naslednjega februarja, ker 'okoliščine še niso zrele'." V Anglijo se je vrnil leta 1936, v ZDA pa se ni vrnil vse do zgodnjih 1950-ih let.
V poznih 1930-ih je Meher Baba povabil skupino zahodnih žensk, naj se mu pridružijo v Indiji, kjer je organiziral vrsto izletov po Indiji, ki so postali znani kot Potovanja z modrim avtobusom. Ob vrnitvi domov so mnogi časopisi njihovo potovanje smatrali kot priložnost za spotiko.  L. 1936 opisuje Time Magazin v oceni Bog je moja pustolovščina ameriško očaranost z “dolgolasim Perzijcem s svilenimi brki po imenu Šri Sadguru Meher Baba” štiri leta prej.

### Besede
Na zgodnjih srečanjih svojega ožjega kroga in privržencev je Meher Baba med učenjem obravnaval različne duhovne teme. Na prošnjo princese Norine Matchbelli, ene od njegovih zgodnjih zahodnih oboževalk, je Meher Baba med letom 1938 in 1943 za njujorško publikacijo Meher Baba Jornal na svoji abecedni tablici narekoval vrsto razgovorov. Te besede, ki so jih bližnji učenci prepisali in obdelali tako, kot je pokazal Baba, se nanašajo na različne aspekte duhovnega življenja, ter nudijo aspirantom praktična in enostavna navodila. V teh letih je vsak mesec v časopisu izšel najmanj en sklop besed. Te besede je zbral in uredil Meher Babin bližnji učenec Chakradhar Dharnidhar Deshmukh.
V Indiji je izdaja zbirke v petih zvezkih z naslovom Besede Meher Babe med letoma 1939 in 1954 dosegla več ponatisov. L. 1967 je Meher Baba osebno nadziral urejanje in izdajo Besed v treh knjigah, ki je postala znana kot šesta izdaja.  Široko razširjena sedma izdaja Besed, ki so prvič izšle leta 1987 (po Meher Babini smrti), vsebuje vrsto uredniških sprememb, ki jih Meher Baba ni izrecno odobril.

## 1940-a

### Delo z “masti”
V 1930-ih in 1940. letih je Meher Baba opravljal obširno delo s skupino ljudi, ki jih je opredelil kot maste: “osebe, ki so opite z Bogom”. Po Meher Babi so ti posamezniki bistveno onesposobljeni s svojo izkušnjo očaranosti z višjimi duhovnimi ravnmi. Čeprav so masti lahko na pogled videti nerazumni ali celo duševno bolni, je Meher Baba povedal, da je njihov duhovni položaj dejansko precej višji in da jim ob srečanju z njimi pomaga, da se duhovno premaknejo naprej, medtem ko sam pridobi njihovo pomoč za svoje duhovno delo. Eden najbolj znanih mastov, ki je bil znan kot Mohammed Mast, je živel v Meher Babinem taboru v Meherabadu do svoje smrti leta 2003.

### Novo življenje
L. 1949 je Meher Baba začel skrivnostno obdobje, ki ga je imenoval Novo življenje. Meher Baba je s pomočjo vrste vprašanj o njihovi pripravljenosti, da bi ga ubogali tudi v njegovih najtežjih zahtevah, izbral dvajset sopotnikov, ki so se mu pridružili v življenju popolnega “brezupa, nemoči in brezciljnosti”.
Poskrbel je za vse, ki so bili od njega odvisni, nato pa so se tako on kot njegovi sopotniki odrekli vse lastnine in finančnih odgovornosti. Potem so inkognito potovali po Indiji, brez denarja, brez trajne nastanitve, beračili za hrano in izpolnjevali Babina navodila v skladu z nizom strogih “okoliščin Novega življenja”. Te so vključevale popolno sprejemanje vsakršnih okoliščin, ter dosledno – ne glede na težave – izraz dobre volje na obrazu. Sopotniki, ki tega niso uspeli izpolniti, so bili poslani stran.
Meher Baba je o Novem življenju napisal:
- To Novo življenje je neskončno in bo živelo tudi po moji telesni smrti s tistimi, ki živijo življenje popolnega odrekanja od hinavsta, laži, sovraštva, jeze, pohlepa in spolne sle; in ki, da bi vse to izpolnili, ne delujejo iz pohote, nikomur ne škodijo, ne obrekujejo, ne stremijo k posedovanju materialnega in k moči, s tistimi, ki ne sprejemajo klanjanja, niti hlepijo po časti in se ne izmikajo sramoti, ki se nikogar in ničesar ne bojijo, s tistimi, ki se zanašajo v celoti in zgolj na Boga in ki Boga ljubijo čisto, zaradi ljubezni same; ki verjemejo v Božje ljubimce, ki imajo vero v tiste, ki ljubijo Boga in v resničnost Manifestacije, a vendar ne pričakujejo duhovne ali materialne nagrade; ki se čvrsto držijo roke Resnice in ki se, ne da bi se vznemirjali zaradi težav, pogumno in z vsem srcem soočajo z nadlogami s stoodstotno vedrostjo, ter ne pripisujejo nobenega pomena kastam, veram in religijskim obredom. To Novo življenje bo samo po sebi živelo neskončno, četudi ne bo nikogar, ki bi ga živel.[69]

Po obdobju osame in postenja je Meher Baba februarja leta 1952 končal Novo življenje, ter znova začel krog javnih nastopov po Indiji in na Zahodu.

## 1950-a

### Avtomobilska nesreča v ZDA
V 1950-ih je Meher Baba osnoval dva centra izven Indije: Meher Spiritual Center v Myrtle Beachu, Južna Karolina in Avatar's Abode blizu Brisbane, Avstralija. Aprila leta 1952 je slovesno odprl Meher Spiritual Center v ZDA. Na poti iz Meher Spiritual Centra v Meher Mount v Ojai, Kalifornija, se je 24. maja leta 1952 blizu Prague, Oklahoma, čelno zaletel avto, v katerem je Meher Baba potoval. Njega in njegove sopotniko je vrglo iz vozila in so utrpeli mnoge poškodbe. Meher Baba je imel težek zlom noge in poškodbe na obrazu. Poškodovance so zdravili v Duke Hospital v Durhamu, Severna Karolina, potem so se vrnili v Myrtle Beach na okrevanje.

### Objava Avatarstva
Meher Baba je začel diktirati svojo glavno knjigo o namenu kreacije, Bog govori, avgusta leta 1953 v Dehradunu. V njej je pojasnil razliko med Avatarjem in sadguruji. V Dehradunu je Meher Baba septembra leta 1953 razglasil, da je “najvišji od najvišjih”. 10. februarja leta 1954 je Meher Baba v Meherstani U.P. v Indiji prvič javno in jasno objavil svoje avatarstvo in je na svoji abecedni tablici črkoval "Avatar Meher Baba Ki Jai."
Septembra istega leta je Meher Baba v Meherabadu držal sahavas le za moške, ki je kasneje postal znan kot “Trije neverjetni tedni”. Med tem časom je Baba izdal objavo “Meher Babin klic”, v kateri je potrdil svoje avatarstvo “ne glede na dvome in prepričanja” drugih. Ob koncu sahavasa je Meher Baba dal dovršen rokopis svoje knjige Bog govori dvema udeležencema, ameriškima Sufijema Ludu Dimpflu in Don E. Stevensu, da bi ga uredila in izdala v Ameriki. Knjiga je izšla naslednjega leta pri Dodd, Mead and Company. 30. septembra leta 1954 je Meher Baba podal svoje sporočilo “Končna izjava”, v kateri je črkoval različne skrivnostne napovedi.
Oktobra leta 1954 je Meher Baba zavrgel svojo abecedno tablico in začel komunicirati s pomočjo edinstvenega sistema ročnih gest.

### Avtomobilska nesreča v Indiji
2. decembra leta 1956 se je avto, v katerem se je vozil Meher Baba, blizu Satare () v Indiji izmaknil kontroli in pripetila se je druga huda avtomobilska nesreča. Meher Baba je utrpel zlom medenice in druge resne poškodbe. V nesreči je bil ubit njegov zaupen mandali Dr. Nilu. Ta nesreča je Meher Babo hudo onesposobila. Kljub zdravniškim napovedim o ravno nasprotnem, je Baba z velikimi napori uspel znova hoditi, a je od takrat neprestano trpel bolečine in je v bil svoji sposobnosti za gibanje resno omejen. Med potovanjem na Zahod leta 1958 so ga med prizorišči dogajanja morali pogosto celo nositi. Baba je navedel, da sta njegovi avtomobilski nesreči ter trpljenje, ki jima je sledilo, enako kot njegov molk, važni in v skladu z njegovo voljo.

### Zadnji obiski Zahoda
L.1956 je Baba med svojim petim obiskom ZDA prebival v njujorškem Hotel Delmonico, preden je odpotoval v Meher center v Myrtle Beachu, Južna Karolina. Julija je odpotoval v Washington, D.C. in sprejel prijatelje ter učence na domu Ga. James Terry (Ivy) Duce, žene podpredsednika arabsko ameriške naftne družbe. Preden je nadaljeval potovanje v Avstralijo, je odpotoval še na Meher Mount v Ojai, Kalifornija. Njegov zadnji obisk ZDA in Avstralije je bil leta 1958.

## 1960-a

### Osamitev in Shod Vzhoda-Zahoda
Meher Baba se je vrnil v Indijo in začel s še več obdobji postenja, meditacij in osame. Meher Baba je povedal, da je bilo delo narejeno v korist duhovnega blagostanja za vse človeštvo, čeprav je bilo izčrpavajoče in utrudljivo.
L. 1962 je Meher Baba imel eno od zadnjih javnih prireditev, serijo srečanj, ki jih je imenoval Shod Vzhoda-Zahoda. Na teh srečanjih, na katerih so bili njegovi zahodni privrženci povabljeni k srečanju z njegovimi indijskimi učenci, je imel Baba navkljub fizičnemu naporu, ki ga je to povzročilo, daršan za tisoče ljudi.

### Nagovor kulturi droge
Sredi 1960-ih se je Meher Baba opredelil glede naraščajoče kulture drog na Zahodu in je začel korespondenco z več zahodnimi akademiki, vključno s Timothyjem Learyom in Richardom Alpertom, v kateri je strogo neodobraval uporabo halucinogenih drog v duhovne namene. L. 1966 so bili Meher Babini odgovori na vprašanja o drogah objavljeni v brošuri z naslovom Bog v tabletki?. Meher Baba je trdil, da je uporaba drog duhovno škodljiva ter da “Bog ne bi bil vreden biti Bog,” če bi bilo razsvetljenje mogoče z uporabo drog. Meher Baba je nekaterim od svojih Zahodnih učencem dal navodila, naj razširijo to sporočilo; ti pa so tako med mladimi v tem obdobju povečali zavedanje o Meher Babinem učenju. V intervjuju s Frederickom Chapmanom, diplomirancem s Harvarda in Fulbrightovim štipendistom, ki je Babo spoznal na svojem enoletnem študiju v Indiji, je Baba izjavil, da je LSD “škodljiv fizično, mentalno in duhovno”; ter opozoril, da “dolgotrajna uporaba LSD-ja vodi v norost in smrt.”
Na osnovi tega so Babini ljubimci v ZDA, Evropi in Avstraliji začeli propagando proti drogam. Čeprav je bila propaganda v širšem smislu neuspešna, je pritegnila val novih privržencev, nekaj od Babinih pogledov pa je našlo pot v akademske debate o dobrih straneh in nevarnostih halucinogenih snovi.

### Končna osamitev in smrt
Po Shodu Vzhod-Zahod je Meher Babino zdravje vztrajno pešalo. Navkljub fizičnemu davku, ki ga je zato plačevalo telo, se je Meher Baba še naprej za dolga obdobja umikal v osamo, post in meditacijo.
Konec julija leta 1968 je Meher baba dokončal izjemno naporno obdobje osame in ob vrnitvi povedal, da je njegovo delo “dokončano 100% v moje zadovoljstvo”. Dotlej je uporabljal invalidski voziček. V nekaj mesecih pa se je njegovo stanje poslabšalo in ni več mogel zapustiti postelje. Njegovo telo je trpelo silne mišične krče, za katere ni bilo jasnega razloga. Kljub skrbi nekaj zdravnikov so krči postopoma postajali še hujši.
31. januarja leta 1969 je Meher Baba umrl, potem ko je še zadnjič gestikuliral: “Ne pozabite, da sem Bog.” Sčasoma so njegovi oboževalci poimenovali ta dan Amartithi (dan nesmrtnosti). Meher Babino telo so položili javnosti na ogled v njegov samadi (grobnico) v Meherabadu. Pokrito z vrtnicami in hlajeno z ledom je bilo njegovo telo teden dni pred pokopom dosegljivo za javnost. Preden je preminil, je Meher Baba naredil obsežne priprave za javni daršan program, ki naj bi bil v Puni, Indija. Njegovi mandaliji so se odločili, da nadaljujejo s pripravami kljub fizični odsotnosti gostitelja. Tega “Zadnjega daršana” () se je udeležilo nekaj tisoč ljudi, med njimi več sto ljudi iz ZDA, Evrope in Avstralije.

## Metafizika
Vir: Baba, Meher, Dodd Mead, Bog Govori, The Theme of Creation and Its Purpose
Meher Babini pogledi na metafiziko so najpomembneje opisani v Bog govori. Njegova kozmologija vključuje koncepte in termine iz vedante (vedanta), sufizma (sufizem) in krščanstva (krščanstvo). Meher Baba je potrdil koncept nedvojnosti, ki pravi, da je raznolika kreacija, ali dvojnost, iluzija in da je cilj življenja – zavestna realizacija absolutne enosti Boga – vrojena vsem živim bitjem in stvarem. Meher Baba primerja izvirno stanje Boga z neskončnim, brezmejnim oceanom, ki pa je le nezavedno božansko – ne zavedajoč se sebe, saj ni nič drugega kot ono samo. V tem stanja je imel Bog “kaprico” po spoznanju Sebe in se je vprašal “Kdo sem jaz?” Kot odgovor na to vprašanje se je pojavila kreacija. Po tej analogiji se je prej miren, brezmejen Ocean zdaj vznemiril in s tem ustvaril neštete “kapljice” sebe ali duše. Meher Baba je pogosto opozoril “Vse odgovore na vaša vprašanja boste našli v Bog govori. Temeljito proučujte knjigo in jo vpijte vase”.

### Evolucija in involucija
Po Babi si vsaka duša prizadeva k zavestni božanskosti z evoluiranjem: to je, z doživljanjem oblik v sedmih “kraljestvih” – kamen/kovina, rastlina, črv, riba, ptica, žival in človek. Duša v vsaki obliki zbira sanskare (impresije); te impresije so vodile k nadaljnji evoluciji, izraženi skozi nove, kompleksnejše forme. Z vsako novo obliko se povečuje zavest, dokler duša ne doživi in zavrže oblike iz vseh evolucijskih kraljstev. Končna forma evolucije duše je človeška oblika. Duša lahko le v človeški obliki doživi lastno božanskost, in sicer tako, da vstopi v involucijo, skozi katero postopoma odstrani vse impresije, ki so povzročile pojav oddvojenosti od Boga.

### Reinkarnacija in uresničitev v Bogu
Baba trdi, da se duša v človeški formi podredi reinkarnaciji (reinkarnacija), “nenamernemu procesu združevanja in razdruževanja zavesti”. Namen reinkarnacije je zagotoviti možnost za osvoboditev iz iluzije. Duša se neštetokrat reinkarnira v vseh pogojih življenja in tako zaobjame celoten obseg človeških izkustev (to je moški/ženska, bogat/reven, močen/nemočen itd). Skozi izkušnje nasprotij postajajo sanskare šibkejše in redkejše. Meher Baba tako opisuje razvoj uresničitve v Bogu:
Iz globine neskaljene Neskončnosti se je dvignilo Vprašanje: “Kdo sem jaz?” In na to Vprašanje je odgovor: “Jaz sem Bog!”
Meher Baba je opisal nebesa in pekel kot prehodna in iluzorna stanja med inkarnacijami:
- Stanja nebes in pekla niso nič drugega kot stanja intenzivnega doživljanja zavesti duše; medtem ko je ta oddvojena od fizičnega človeškega telesa ali oblike, podoživlja eno od prevladujočih dvojnosti nasprotujočih si impresij.[114]

### Popolni mojstri in Avatar
Meher Baba pravi, da je na Zemlji v vsakem trenutku šestinpetdeset inkarniranih duš, ki so dosegle uresničitev v Bogu, in da je med temi dušami vedno pet tistih, ki predstavljajo pet popolnih učiteljev svoje dobe. Ko eden od popolnih učiteljev umre, pravi Baba, ga – ali jo – druga med šestinpetdesetimi v Bogu uresničenimi dušami takoj nadomesti in prevzame to dolžnost.
Po Meher Babi je Avatar poseben popolni učitelj; prva duša, ki je dosegla uresničitev v Bogu. Ta duša, prvoten popolni učitelj, ali “Pradavni”, se nikoli ne preneha inkarnirati. Baba pravi, da ta posebna duša pooseblja stanje Boga, ki ga v hinduizmu imenujejo Višnu , v sufizmu pa Parvardigar, tj. stanje Boga vzdrževalca ali ohranjevalca. Po Meher Babi se Avatar pojavi na Zemlji vsakih 700 ali 1400 let, v človeško obliko pa ga 'pritegne' pet popolnih učiteljev tega časa, da bi pomagal v procesu poganjanja kreacije v njenem breskončnem potovanju k Božanskemu. Baba je povedal, da so v drugih erah to vlogo izpolnjevali Zaratustra (ali Zoroaster), Rama, Krišna, Gautama Buda, Jezus in končno Mohamed.
Meher Baba opisuje Avatarja kot “merilo, po katerem lahko človek izmeri kaj je in kaj lahko postane. Avatar uravna nivo človeških vrednot tako, da jih interpretira v pogojih božanskega človeškega življenja.”
Večina Meher Babinih privržencev sprejema njegovo trditev o avatarstvu in zanj pravijo, da ga “milijoni po svetu spoštujejo kot Avatarja dobe in v Bogu uresničeno bitje.”

## Zapuščina
Za Meher Babinimi potovanji in učenjem so ostali zapuščina in častilci po vsem svetu.  Čeprav je včasih sodeloval na velikih javnih zborovanjih, je svoje privržence odvračal od spreobrnjevanja in evangelizacije sebi v prid. Raje je razlagal: “Naj bo vaše lastno življenje sporočilo drugim o ljubezni in resnici.”
Ob Meher Babi ni osrednje organizacije in med skupinami ni nobenega usklajenega medsebojnega delovanja ali celo zahtev po pripadnosti skupinam. Tako tudi ni zanesljivega postopka za štetje njegovih oboževalcev. Zares, “skupina je tako majhna, da se je izmuznila izvedencem verskih študij.” Ni nobenih obredov, ritualov ali dolžnosti, ki bi jih zahtevali od njegovih privržencev (ki običajno sebe imenujejo “Babini ljubimci”). Vendar pa se mnogi njegovi častilci držijo nekaj skupnih običajev, ki nimajo uradne osnove. Med te spadajo čuvanje slik in drugih spominkov; časovno redna osebna meditacija in spominjanje ter vzdrževanje od navad, ki jih Baba ni maral, posebno še uporabe psihadeličnih drog, vključno z marihuano (marihuana).
Srečanja Babinih privržencev so zelo neformalna in po svoji naravi družabna. Poseben trud se vlaga v skupen zbor v času Amartithija, obletnice Meher Babine smrti, ter na njegov rojstni dan. Večina Meher Babinih privržencev se drži tišine vsakega 10. julija (dan tišine), ter tako izpolnjujejo zahtevo, ki jo je Meher Baba pogosto dal svojim privržencev v času svojega življenja.
Tri molitve, ki jih je napisal Meher Baba, "Mojstrova molitev", "Molitev kesanja" in "Molitev k ljubljenemu Bogu", se recitirajo zjutraj in zvečer v njegovem samadiju v Indiji, ter se pogosto recitirajo na srečanjih. Vsakega dvanajstega v mesecu ohranjajo njegovi privrženci v Meherabadu navado prižiganja dhuni ognja v okroglem ognjišču. Po dhuni molitvah udeleženci vržejo paličice iz sandalovine, pomočene v gi (prečiščeno maslo) v plamene, kot materializacijo strahov in želja, ko se jih želijo odreči.
Čeprav se je na Zahodu javno zanimanje za Meher Baba  prebudilo že zelo zgodaj, leta 1932, kar je bila posledica stika z nekaj zvezdniškimi osebnostmi tistega časa (kot so bili Charles Laughton, Tallulah Bankhead, Boris Karloff in drugi), ter precej realistično pripovedjo Paul Bruntona (A Search in Secret India, 1934), je dodatno pozornost dosegel tri desetletja kasneje s pomočjo dela Pete Townshenda iz The Who.  Deli rock-opere Tommy (maj 1969) so bili inspirirani s Townshendovim preučevanjem Meher Babe, ki mu je bil album tudi posvečen. The Who-jeva skladba Baba O'Riley iz leta 1971 je bila deloma poimenovana po Meher Babi in na njegovem prvem solo albumu, Who Came First, je Townshend posnel pesem Jim Reeves, "There's A Heartache Following Me", češ da je bila to Meher Babina najbolj priljubljena pesem.
V 1980-ih je v obdobju, ko je bil J.M. DeMatteis v samem vrhu, Meher Baba igral majhno, a ključno vlogo v ilustrirani knjižni pripovedi Dr. Fate.  V naslednjih izdajah se Meher Baba pojavi v raznih vlogah kot nemi, neimenovani vodič in kot opazovalec v delih zgodbe, ki so duhovno najbogatejši. Poleg tega je bila skladba Bobby McFerrina "Don't Worry, Be Happy", leta 1988 nagrajena z Grammyjem, inspirirana s popularnim Babinim izrekom, ki je bil opazen na mnogih Babinih plakatih in razglednicah.